# PlatinumGames
PlatinumGames Inc. (яп. プラチナゲームズ株式会社, ромадзі: Purachina Gēmuzu Kabushiki Gaisha) — це японська компанія-розробник відеоігор. Вона була створена під назвою Seeds, Inc. 1-го серпня 2006 року колишніми ключовими працівниками Studio Clover.

## Історія
У жовтні 2006 року рада директорів Capcom вирішила закрити Studio Clover i завершила цю процедуру у березні 2007 року, залишивши собі усю інтелектуальну власність Studio Clover (франшизи Viewtiful Joe, Ōkami та God Hand).
У жовтні 2008 року, PlatinumGames оголосили контракт з Sega на 4 гри. У контракт входили такі ігри як Bayonetta, розроблена Камією Хідекі, Infinite Space для Nintendo DS та MadWorld для Wii. Четвертою грою була Vanquish, розроблена Шінджі Мікамі і випущена 19 жовтня 2010 року. Після цього Мікамі покинув PlatinumGames з метою створення власної компанії.
У жовтні 2010 Інаба Ацуші зазначив, що компанія була в переговорах що до продовження свого контракту з Sega. У грудні того ж року, віце-президент Sega of America з продажів та маркетингу Алан Прітчард підтвердив, що п'ята гра була додана до контракту, але не оголосив інших деталей. П'ята гра була оголошена у січні 2011, під назвою Anarchy Reigns (в Японії вона вийшла під назвою Max Anarchy). Її вихід був запланований на липень 2012.
У лютому 2020 року компанія розпочала краудфандингову кампанію на розроблення римейк відеогри The Wonderful 101. Як було зазначено, на перевидання компанії необхідно залучити 1 мільйон доларів США, серед яких для випуску на платформі Nintendo Switch студії необхідно зібрати 50 тисяч, Steam-версії відеогри — 250 тисяч, та 500 тисяч для портування відеогри на PlayStation 4. Компанія спромоглася зібрати всю необхідну суму вже за пару годин від початку, давши обіцянку додати до відеогри також новий режим «Time Attack». Зібравши 1,5 мільйона, розробники обіцяють додати двовимірну пригоду під назвою «Luka's First Mission», та за умови залучення 1,75 мільйона — оновити звукові доріжки.